# TRF exicoast tour '99
「TRF exicoast tour '99」は、TRFが同年にリリースしたシングル『JOY』及び『WIRED』などを収録したアルバム『LOOP＃1999』を引っ提げて開催された。SAMの身体の不調(足の不調)を理由に6月17日の三重県文化会館(大ホール)の公演を最後に約3ヶ月延期し、9月頃に大阪厚生年金会館(大ホール)公演から再開した。
この模様を収録した映像作品が『TRF exicoast tour ‘99』と題され、1999年12月15日にVHS規格、2000年3月29日に初のDVD規格としてリリースされた。また、2006年11月29日には、avexによるバリュープライスキャンペーンの企画としてDVD廉価版が再リリースされた（2000年リリースのものと同一）。

## 開催日・会場
- 1999年6月5日(土) 大宮ソニックシティ
- 1999年6月8日(火) 宇都宮市文化会館 (大ホール)
- 1999年6月9日(水) 群馬県民会館
- 1999年6月12日(土) 北海道厚生年金会館
- 1999年6月17日(木) 三重県文化会館

※3ヶ月の延期(再開:9月頃)
- 1999年6月19日(土) 大阪厚生年金会館
- 1999年6月20日(日) 大阪厚生年金会館
- 1999年6月23日(水) 松山市民会館 (大ホール)
- 1999年6月25日(金) 大阪厚生年金会館
- 1999年6月26日(土) 福岡サンパレス
- 1999年6月28日(月) 熊本市民会館
- 1999年7月2日(金) フェニックス・プラザ
- 1999年7月4日(日) 富山芸術文化ホール オーバード・ホール
- 1999年7月7日(水) 静岡市民文化会館
- 1999年7月10日(土) 名古屋国際会議場 センチュリーホール
- 1999年7月11日(日) 名古屋国際会議場 センチュリーホール
- 1999年7月15日(木) 水沢市文化会館 Zホール
- 1999年7月17日(土) 石巻市民会館
- 1999年7月18日(日)  仙台サンプラザホール
- 1999年7月20日(火)  新潟テルサ
- 1999年7月22日(水) 須坂市文化会館
- 1999年7月27日(火) 富士市文化会館ロゼシアター
- 1999年7月29日(木) 山口市民会館
- 1999年7月30日(金) 倉敷市民会館
- 1999年8月1日(日) 長良川国際会議場 メインホーム
- 1999年8月7日(土) 延岡総合文化センター
- 1999年8月8日(日) 大分県立総合文化センター グランシアター
- 1999年8月10日(火) 香川県県民ホール　グランドホール
- 1999年8月12日(木) 守山市民ホール (大ホール)
- 1999年8月14日(土) 島根県民会館
- 1999年8月15日(日) 鳥取県立県民文化会館
- 1999年8月16日(月) 神戸国際会館こくさいホール
- 1999年8月22日(日) 市原市市民会館
- 1999年8月27日(金) 日本武道館

## セットリスト
1. WIRED
2. masquerade
3. You’re my soul
4. Frame
5. Overnight Sensation ～時代はあなたに委ねてる
6. BILLONAIRE
7. we can do that sit everything
8. slug and soul
9. CLOSE TO THE END
10. JOY
11. REASON OF LOVE
12. survival dAnce
13. EZ DO DANCE
14. The song Remains the Earth
15. Unite The Night! （1.2公演目のみ）
16. He Live in You（3公演目から）
17. BOY MEETS GIRL
18. WORLD GROOVE 3rd. chapter

## クレジット
TRF
- YU-KI
- SAM
- CHIHARU
- ETSU
- DJKOO

TOTAL PRODUCER
- TETSUYA KOMURO

SUPPORT MEMBER
- Wornell Jones (BASS)
- Eric Wood(Perc.Drums)
- Tadashi Shirakawa (Keyboard)
- Henry Link “McMillan”(Dancer)
- Terry Wright(Dancer)

## 映像作品
- 『TRF exicoast tour ‘99 』
  - AVVD-90067 (VHS) 1999年12月15日
  - AVBD-91009 (DVD) 2000年3月29日
  - AVBD-91438 (DVD) 2006年11月29日